# Laguna Niguel (Kalifornija)
Laguna Niguel je grad u američkoj saveznoj državi Kalifornija. Prema popisu stanovništva iz 2010. u njemu je živjelo 62.979 stanovnika.